# Chōfu, Tokyo
Chōfu (tiếng Nhật: 調布市) là một thành phố thuộc Tokyo, Nhật Bản.

## Lịch sử
Thành phố được thành lập ngày 1 tháng 4 năm 1955.

## Địa lý
Đến năm 2010, thành phố có dân số ước tính là 224.053 và mật độ là 10.410 người/km². Tổng diện tích là 21,53 km².
Thành phố có một công viên tưởng niệm và hội trường của tiểu thuyết gia Mushanokōji Saneatsu, một cư dân cũ của Chōfu.

## Thể thao

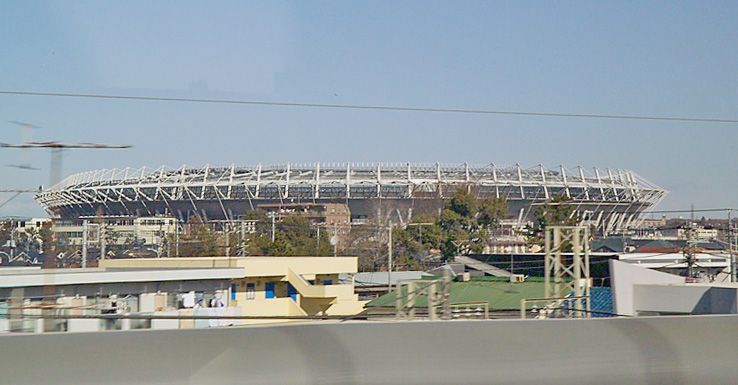
Sân vận động Ajinomoto

Sân vận động Ajinomoto thuộc Chōfu là sân nhà của 2 đội tham gia J League là FC Tokyo và Tokyo Verdy 1969.

## Giáo dục

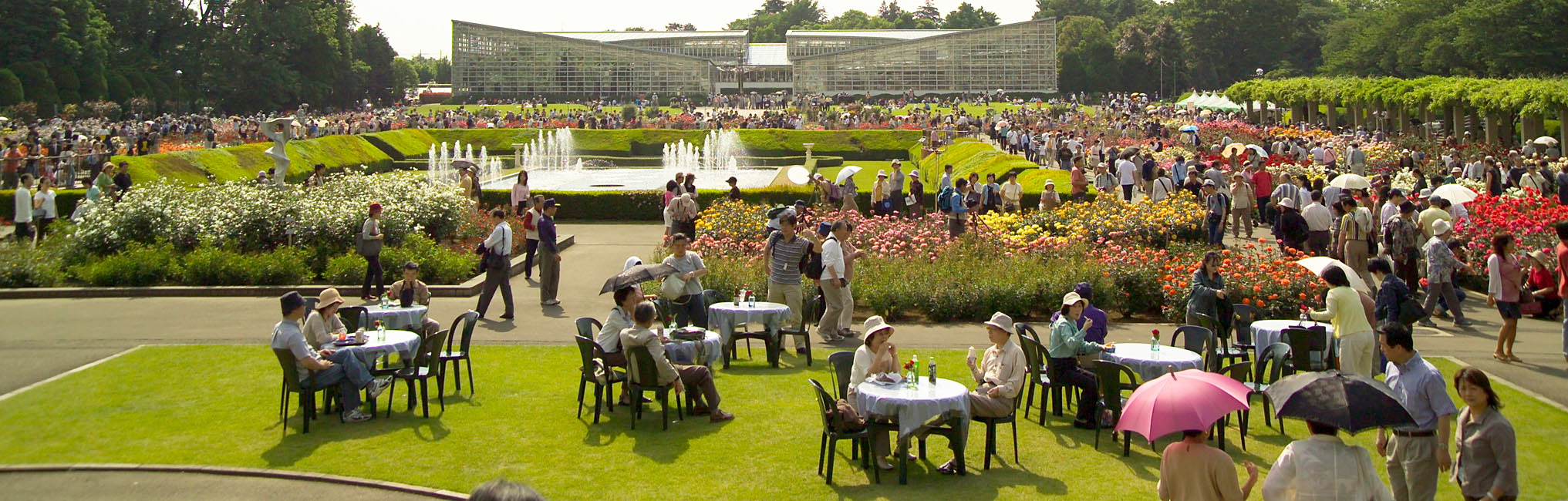
Vườn thực vật Jindai

Các trường tiểu học và trung học công lập trong thành phố.
- Trường trung học Bắc Chofu  Lưu trữ ngày 24 tháng 11 năm 2009 tại Wayback Machine
- Trường trung học Nam Chofu  Lưu trữ ngày 25 tháng 11 năm 2009 tại Wayback Machine
- Trường trung học Jindai  Lưu trữ ngày 24 tháng 8 năm 2012 tại Wayback Machine